# Zona fasciculada

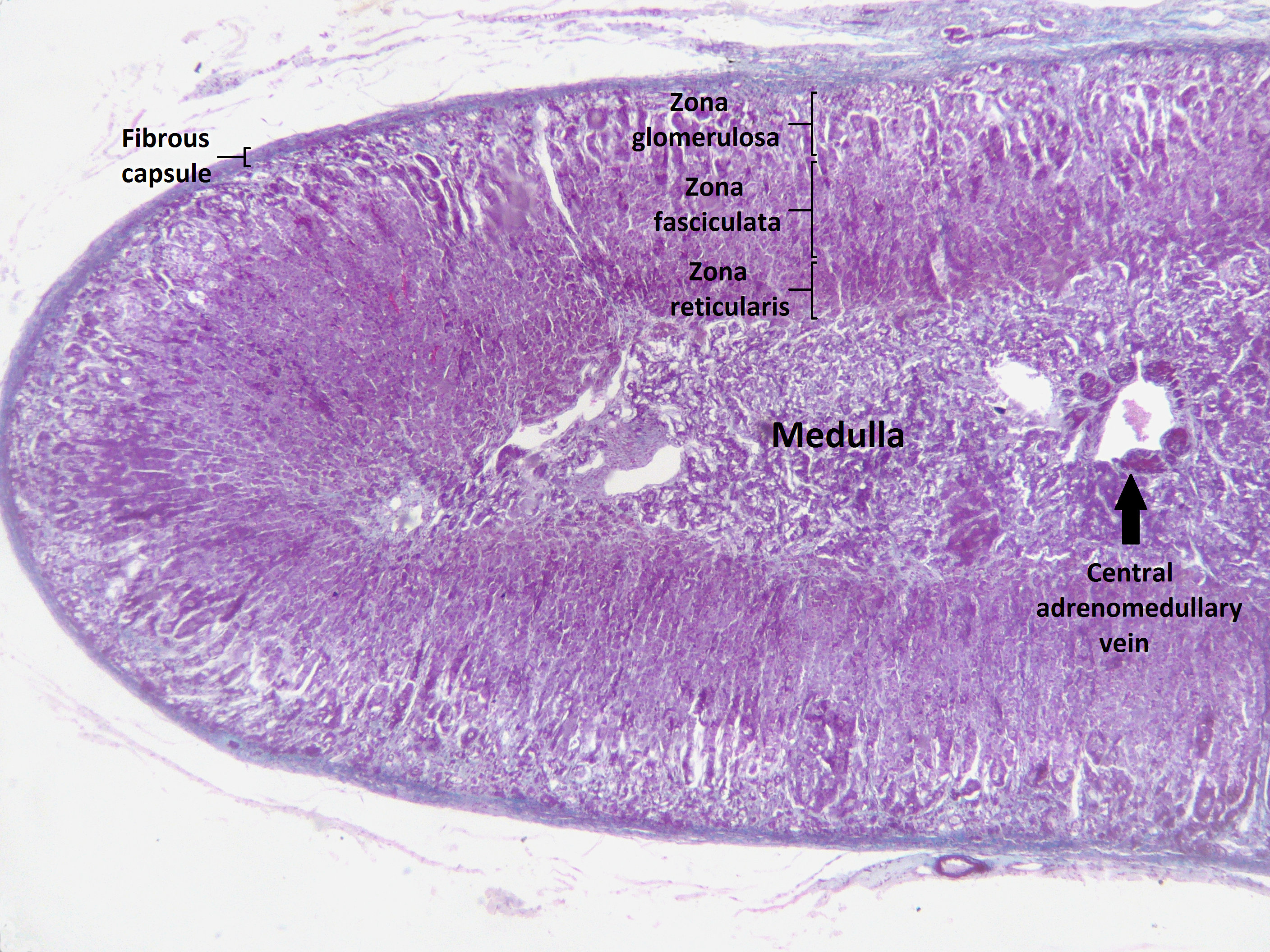
Sección de la glándula suprarrenal en la que es visible la zona fasciculada.

En histología, la zona fasciculada o zona fascicular es una de las regiones en que se divide la corteza de la glándula suprarrenal. Está formada por células ricas en sustancias lipídicas que reciben el nombre de células claras. La zona fasciculada es el área central y más gruesa de la corteza suprarrenal, se encuentra entre la zona glomerular y la zona reticular. Produce principalmente glucocorticoides, sobre todo cortisol en humanos, también pequeñas cantidades de andrógenos. La actividad de la zona fasciculada es estimulada por la hormona ACTH secretada por la hipófisis.

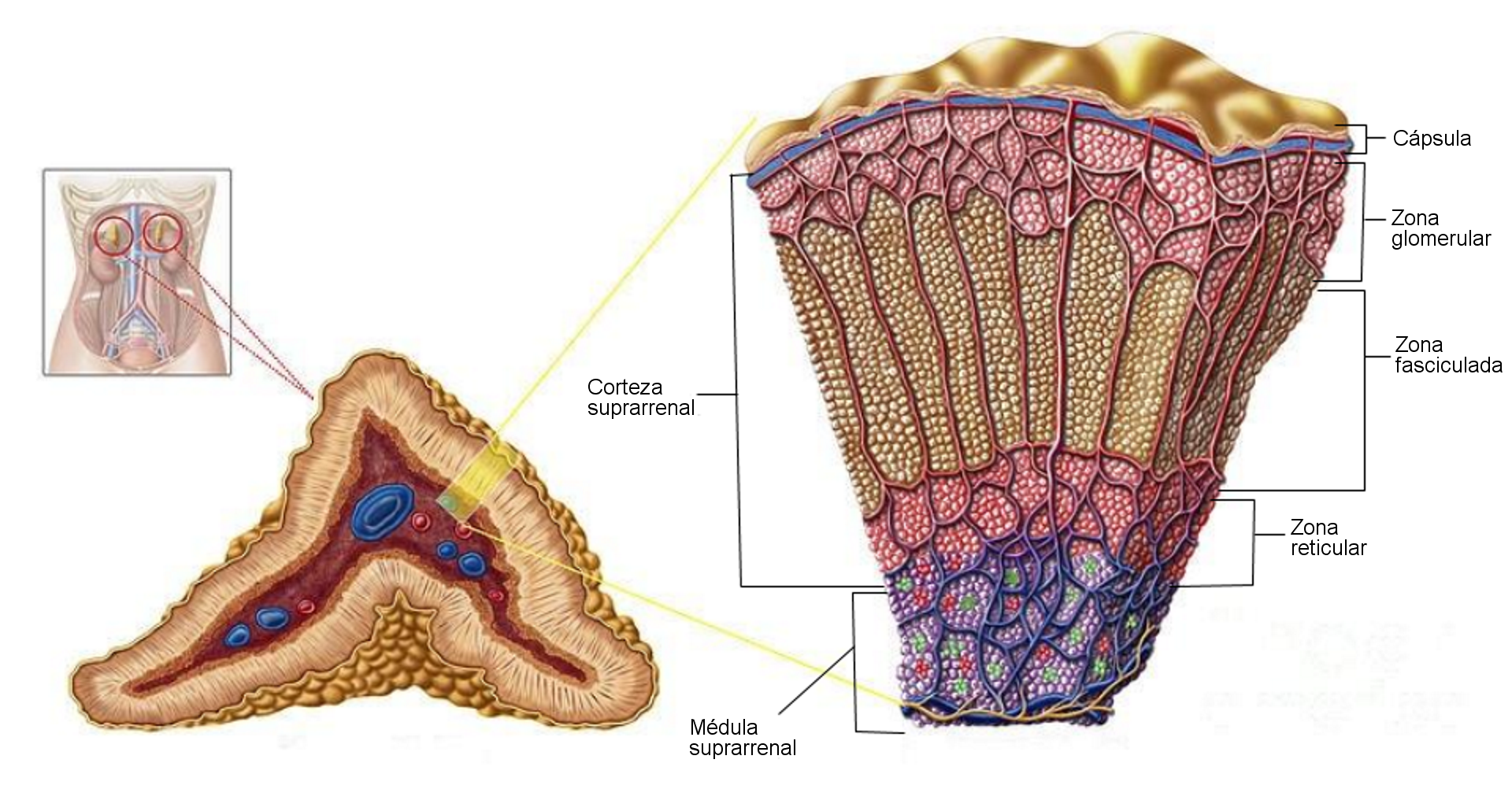
Glándula suprarrenal.